# 托马斯·弗里亚斯县

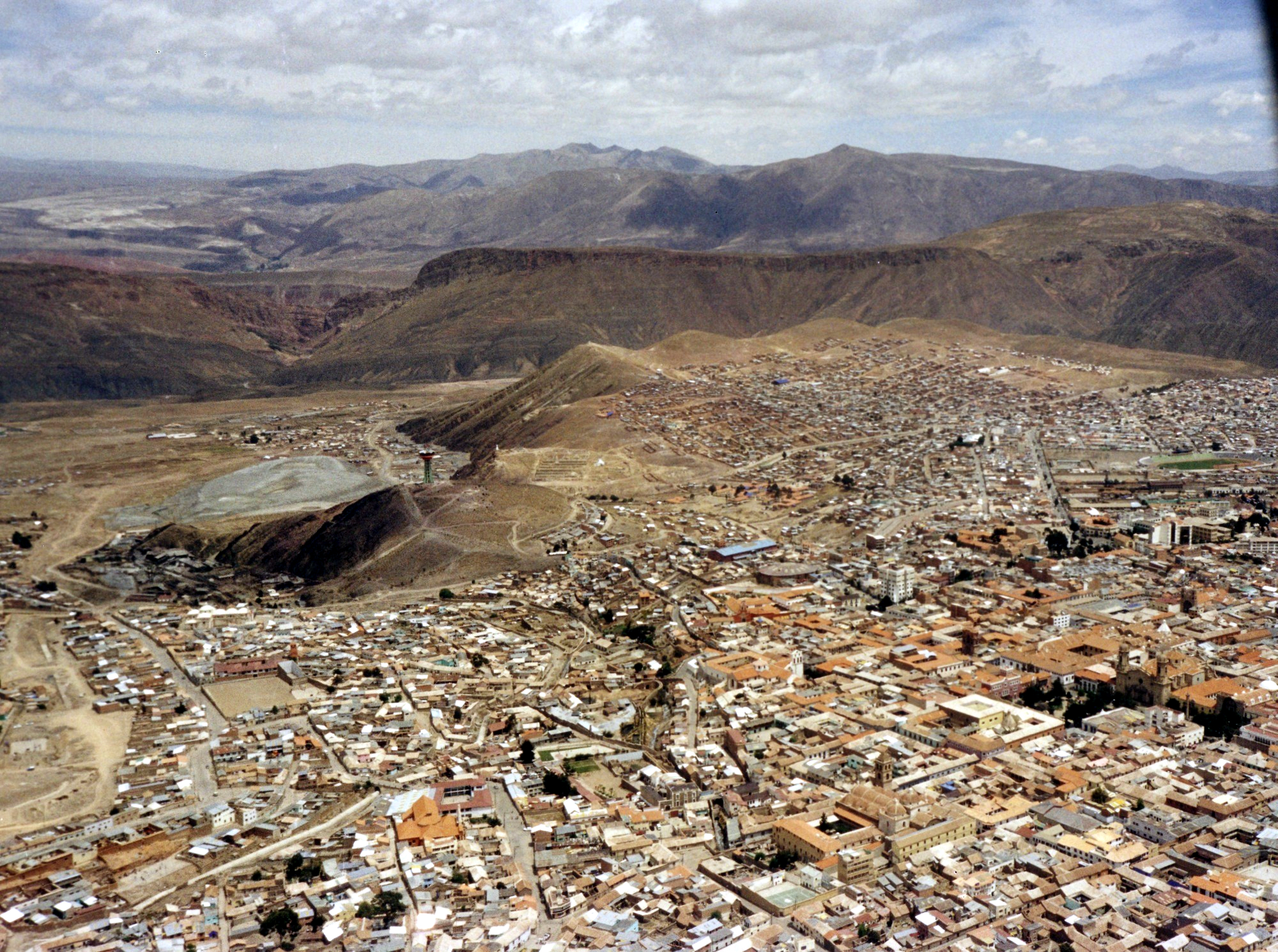

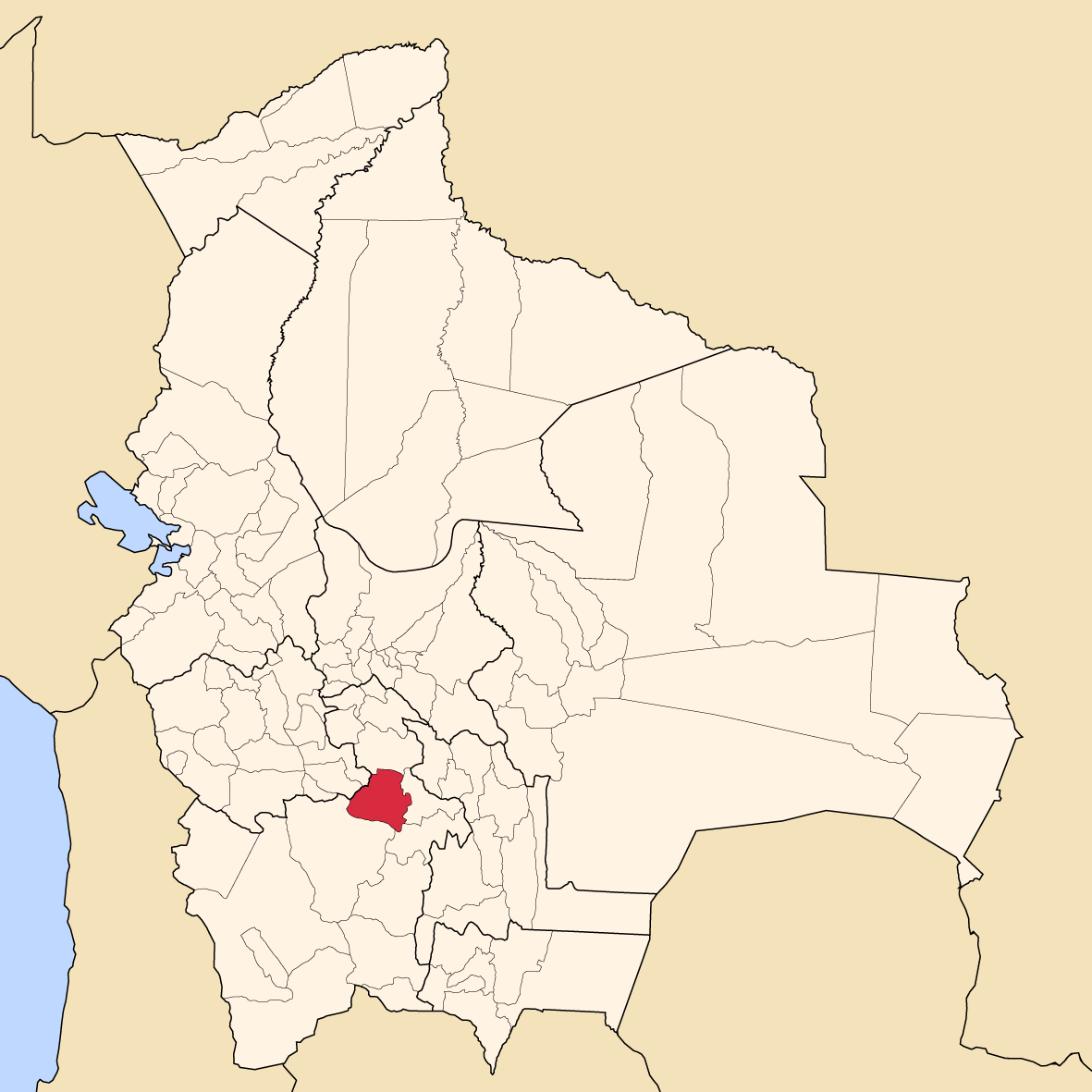

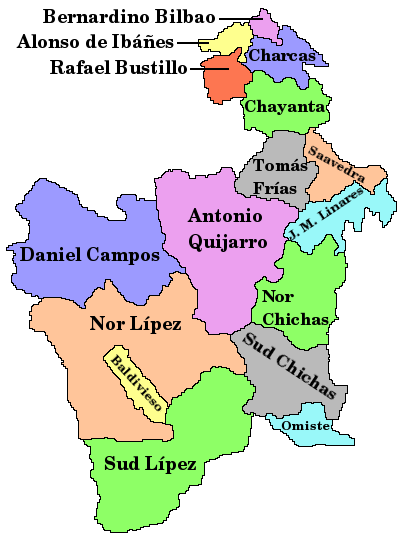

托馬斯·弗里亞斯县（西班牙語：Provincia de Tomás Frías），是玻利維亞的县份，位於該國西南部，屬於波托西省的一部分，因托馬斯·弗里亞斯·阿梅特列爾總統得名，县府設於波托西，面積3,420平方公里，2001年人口176,922，人口密度每平方公里134人。